# Timor
|  | Per a altres significats, vegeu «Timor (desambiguació)». |

Timor és una illa del sud d'Insulíndia.

## Divisions polítiques

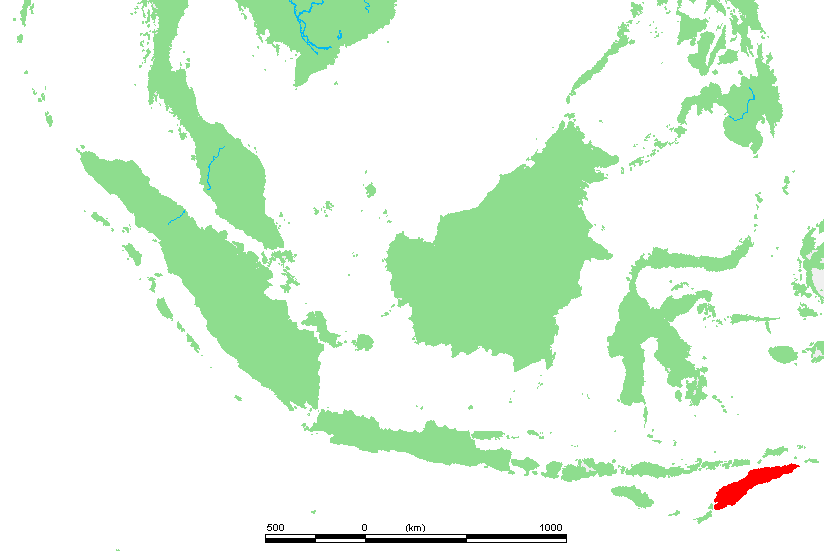
Localització de l'illa de Timor.

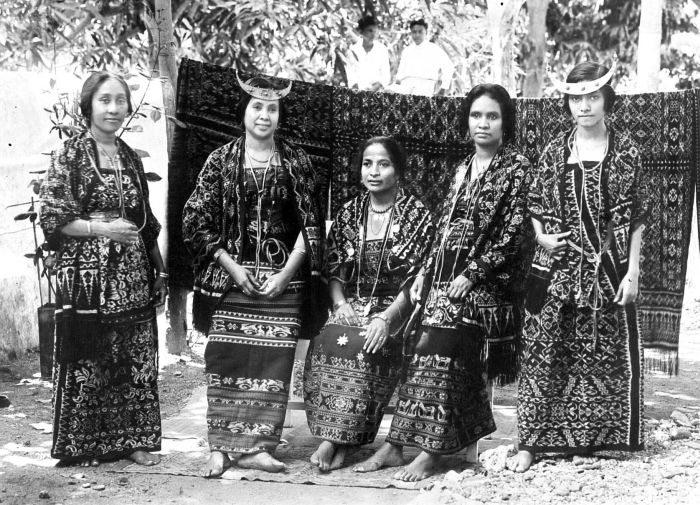
Dones amb vestits de festa a Timor, 1937.

L'illa de Timor està dividida entre l'estat independent del Timor Oriental (conegut també com a Timor Lorosa'e en tetum i Timor-Leste en portuguès) i el Timor occidental, que forma part de la província indonèsia de les Illes Petites de la Sonda Orientals o Nusa Tenggara Timur. Dins de Timor Occidental es troba un enclavament de Timor Oriental anomenat Districte d'Oecusse. L'illa cobreix una àrea de 30.777 km². El nom és una variant de timur, malai per est; s'anomena així perquè es troba a l'extrem oriental de les Illes Petites de la Sonda. Austràlia continental és inferior a 500 km de distància, separades pel mar de Timor. El nom és una variant de timur, paraula que en malai significa "est", anomenada així perquè és la més oriental de la cadena d'illes que formen les illes Petites de la Sonda.

## Geografia
Al sud i sud-est de Timor es troba Austràlia, separada pel mar de Timor. Al nord-oest, l'illa de Cèlebes (o Sulawesi), separada pel mar de Banda, i a l'oest, les illes de Sumba i Flores, separades pel mar de Savu.
Les principals ciutats són Kupang a la part occidental i Dili a l'oriental.
Timor està cobert de selves tropicals i subtropicals, amb molts arbres de fulla caduca que perden les fulles durant l'estació seca.
A Timor hi va haver durant molt de temps un cim volcànic, la llum del qual va servir com a far als mariners que navegaven als mars pròxims. El 1637, es va produir una gran erupció a la muntanya, de la qual no va quedar més que un llac que ara ocupa el seu lloc.
Segons la mitologia local, l'illa de Timor era un cocodril gegant.

## Flora i fauna
Timor i les seves illes costaneres com Atauro, un antic lloc d'exili cada cop més conegut per les seves platges i coralls , així com Jaco juntament amb Wetar i les altres illes Barat Daya al nord - est constitueixen l'ecoregió dels boscos caducifolis de Timor i Wetar. La vegetació natural eren boscos tropicals secs de fulla ampla amb un sotabosc d'arbusts i herbes que sostenien una rica fauna salvatge. No obstant això, gran part del bosc original ha estat tallat per a l'agricultura, especialment a les costes de Timor i a les illes més petites com Atauro. A part d'un bloc gran al centre de Timor, només queden pedaços. Aquesta ecoregió forma part de la zona de Wallacea amb una barreja de plantes i animals d'origen asiàtic i australàsic; es troba a la part occidental de Wallacea, on predominen les espècies asiàtiques.
Molts arbres són caducifolis o parcialment caducifolis, deixen caure les fulles durant l'estació seca, també hi ha arbres de fulla perenne i espines al bosc. Els arbres típics dels vessants de les terres baixes inclouen Sterculia foetida, Calophyllum teysmannii i Aleurites moluccanus.
Durant l’època del Plistocè, Timor va ser la llar de llangardaixos gegants extints semblants al Dragó de Komodo. Igual que Flores, Sumba i Cèlebes, Timor també va ser un hàbitat d’Stegodons nans extingits, parents dels elefants.
La fauna d'avui inclou una sèrie d'espècies endèmiques com la musaranya de Timor i la rata de Timor. També es troba el Cuscús comú septentrional, un marsupial d'origen australàsic, però es creu que s'ha introduït. L'illa té un gran nombre d'aus, principalment d'origen asiàtic amb algunes d'origen australàsic. Hi ha un total de 250 espècies de les quals vint-i-quatre són endèmiques, a causa del relatiu aïllament de Timor, incloses cinc espècies amenaçades; el colom de Timor, el colom de terra Wetar, el colom verd de Timor, el colom Imperial de Timor i el lori iris.
Els cocodrils d'aigua salada es troben a les zones humides, mentre que els pitons reticulats es poden trobar als boscos i prats de Timor. Tanmateix, es desconeix la mida i l'estat de la població.
Les espècies de granotes a Timor inclouen Duttaphrynus melanostictus, Hoplobatrachus tigerinus, Limnonectes timorensis, Litoria everetti i Polypedates leucomystax. També s'ha descobert recentment a Timor una nova espècie de granota microlíhid pertanyent al gènere Kaloula.
Es coneixen fòssils de vertebrats marins del Cretaci superior dels dipòsits de Timor Oriental. Aquests inclouen mosasaures com Globidens timorensis, taurons lamniformes, celacants i el coristoder Campsosaure.

## Història

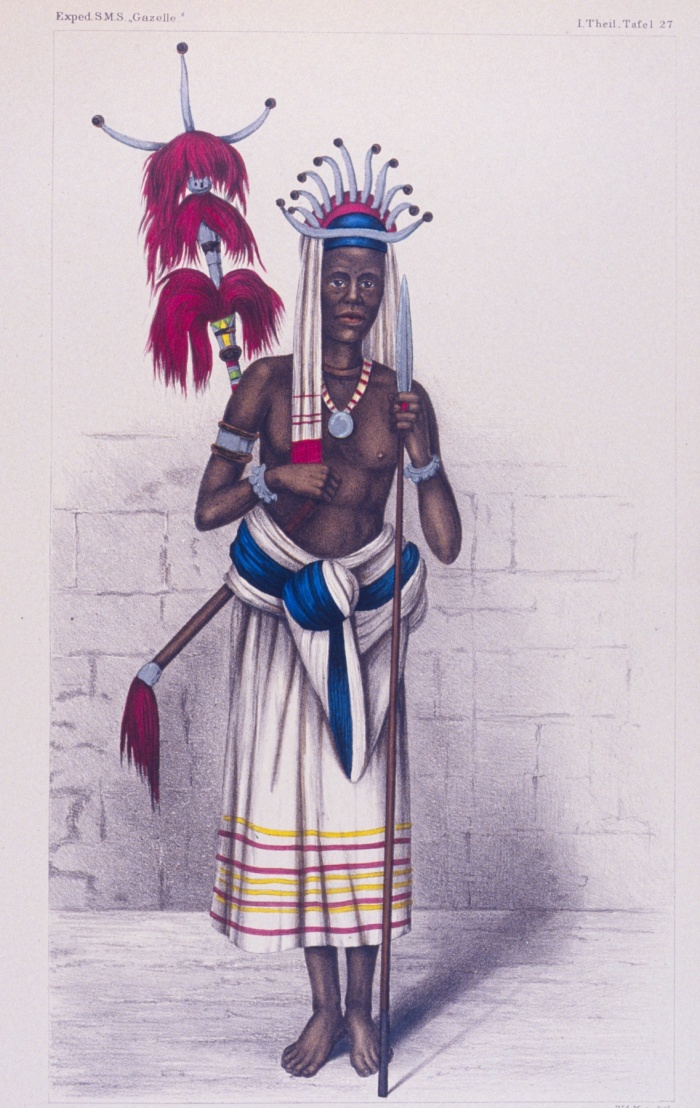
Retrat d'un guerrer timorens a la zona de Kupang el 1875, a partir del reportatge de l'expedició del vaixell alemany SMS Gazelle.

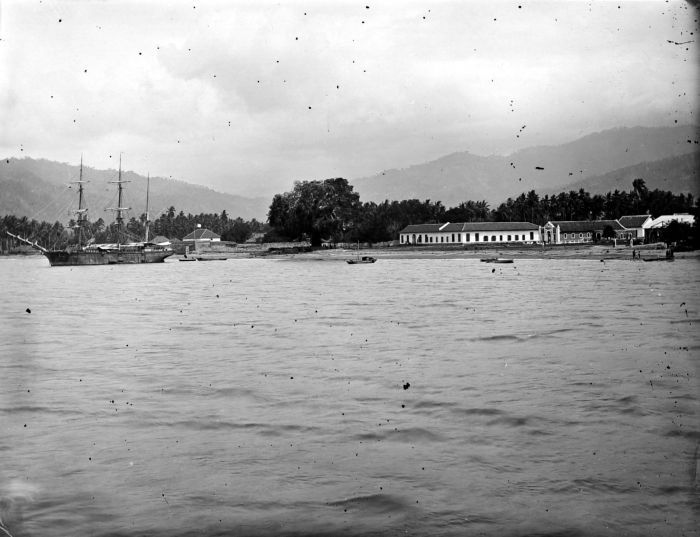
Vaixells per la costa de Timor

Segons la teoria Out of Taiwan ("sortida de Taiwan"), cap al 4000 aC els habitants de la costa del sud de la Xina, cultivadors de mill i arròs, van començar a creuar l'estret per establir-se a Taiwan, estenent-se cap al 2500 aC des de Taiwan fins a les Filipines, després des de les Filipines fins a Cèlebes i Timor i des d'allà, les altres illes de l'arxipèlag indonesi. Cap al 1500 aC un altre moviment porta des de les Filipines fins a Nova Guinea i més enllà, les illes del Pacífic.
El registre històric més antic sobre l'illa de Timor és el Zhu Fan Zhi xinès del segle XIII, on s'anomena Ti-wu i és conegut pel seu sàndal. Més tard, al Nagarakretagama javanès del segle xiv, Canto 14, Timur s'identifica com una illa dins del regne de Majapahit. Timor es va incorporar a les antigues xarxes comercials javaneses, xineses i índies del segle XIV com a exportador de sàndal aromàtic, esclaus, mel i cera, i va ser establert tant pels portuguesos, a finals del segle XVI, com pels holandesos, amb base. a Kupang, a mitjans del segle XVII.
Com l'illa més propera amb un assentament europeu en aquell moment, Timor va ser la destinació de William Bligh i dels mariners lleials a ell després de l'infame Motí del Bounty el 1789. També va ser on els supervivents de l’HMS Pandora 1779 naufragat, enviada per arrestar els amotinats del Bounty, va desembarcar el 1791 després que aquell vaixell s'enfonsés a la Gran Barrera de Corall.
L'illa ha estat políticament dividida en dues parts durant segles: el Timor Occidental (conegut com a Timor Neerlandès des de la primera dècada del segle xix fins al 1949, quan va passar a formar part d'Indonèsia), que formava part de les antigues Índies Orientals Neerlandeses, i el Timor Oriental, conegut com a Timor Portuguès des del 1596 fins al 1975. El Timor Oriental inclou l'enclavament d'Oecussi-Ambeno, situat a la part occidental de l'illa. Els Països Baixos i Portugal no van resoldre formalment el contenciós fronterer fins al 1912.
Encara que Portugal va ser neutral durant la Segona Guerra Mundial, el desembre de 1941, Timor portuguès va ser ocupat per les forces australianes i holandeses, que esperaven una invasió japonesa. Aquesta intervenció militar australiana va arrossegar Timor portuguès a la Guerra del Pacífic, però també va frenar l'expansió japonesa. Quan els japonesos van ocupar Timor, el febrer de 1942, una força holandesa-australiana de 400 efectius i un gran nombre de voluntaris timorencs els van comprometre en una campanya de guerrilla d'un any. Després de l'evacuació aliada el febrer de 1943, els timorencs van continuar lluitant contra els japonesos, amb relativament poca col·laboració amb l'enemic. Aquesta assistència va costar molt a la població civil: les forces japoneses van cremar molts pobles i es van apoderar de subministraments d'aliments. L'ocupació japonesa va provocar la mort de 40.000-70.000 timorencs.
Després de la Revolució dels Clavells el 1974, els portuguesos van començar a retirar-se de Timor. El malestar intern posterior i la por del partit comunista Fretilin van portar a la invasió indonèsia de Timor Oriental, que es va oposar al concepte d'un Timor Oriental independent. El 1975, Timor Oriental va ser annexat per Indonèsia i es va conèixer com a Timor Timur o 'Tim-Tim' per abreujar-se. Va ser considerada per Indonèsia com la 27a província del país, però mai va ser reconeguda per les Nacions Unides (ONU) o Portugal.
El poble de Timor Oriental, a través de Falintil, l'ala militar de Fretilin, va resistir a 35.000 soldats indonesis en una llarga campanya de guerrilles, però tota l'illa va romandre sota control indonesi fins a un referèndum celebrat el 1999 en virtut d'un acord patrocinat per l'ONU entre Indonèsia i Portugal en el qual la seva gent va rebutjar l'oferta d'autonomia dins d'Indonèsia. L'ONU va governar temporalment Timor Oriental fins que es va independitzar com a Timor-Leste el 2002 sota la presidència del líder de Falintil Xanana Gusmão. Els conflictes polítics van continuar, mentre la nova nació va fer front a la pobresa. No obstant això, la presència de l'ONU va ser molt reduïda.
S'ha informat que un grup de persones a la part indonèsia de Timor està activa des de l'any 2001 intentant establir un estat del Gran Timor. No obstant això, no hi ha cap evidència real que el poble de Timor Occidental, la majoria dels quals és ètnicament atoni, l'enemic tradicional dels Timorencs Orientals, tingui cap interès en aquesta unió. A més, l'actual govern de Timor Oriental reconeix el límit existent.
El 7 de desembre del 1975, una setmana després de la proclamació de la independència del Timor oriental, l'exèrcit indonesi va envair aquesta part de l'illa. Des de llavors fins a setembre del 1999, es va registrar en el territori el major genocidi proporcional a la població d'un país mai verificat: 220.000 morts, en una població que en 1975 es calculava en 650.000 habitants.
Després de la seva annexió per part d'Indonèsia el 1976, el Timor Oriental va ser anomenat Timor Timur o 'Tim-Tim'. Indonèsia el considerava la 27a província del país, però això mai va ser reconegut per les Nacions Unides. Després d'un acte d'autodeterminació el 1999, en el qual la població va rebutjar l'oferta d'autonomia dintre d'Indonèsia, el Timor oriental va accedir a la independència el 2002.

## Llengua, ètnies i religió

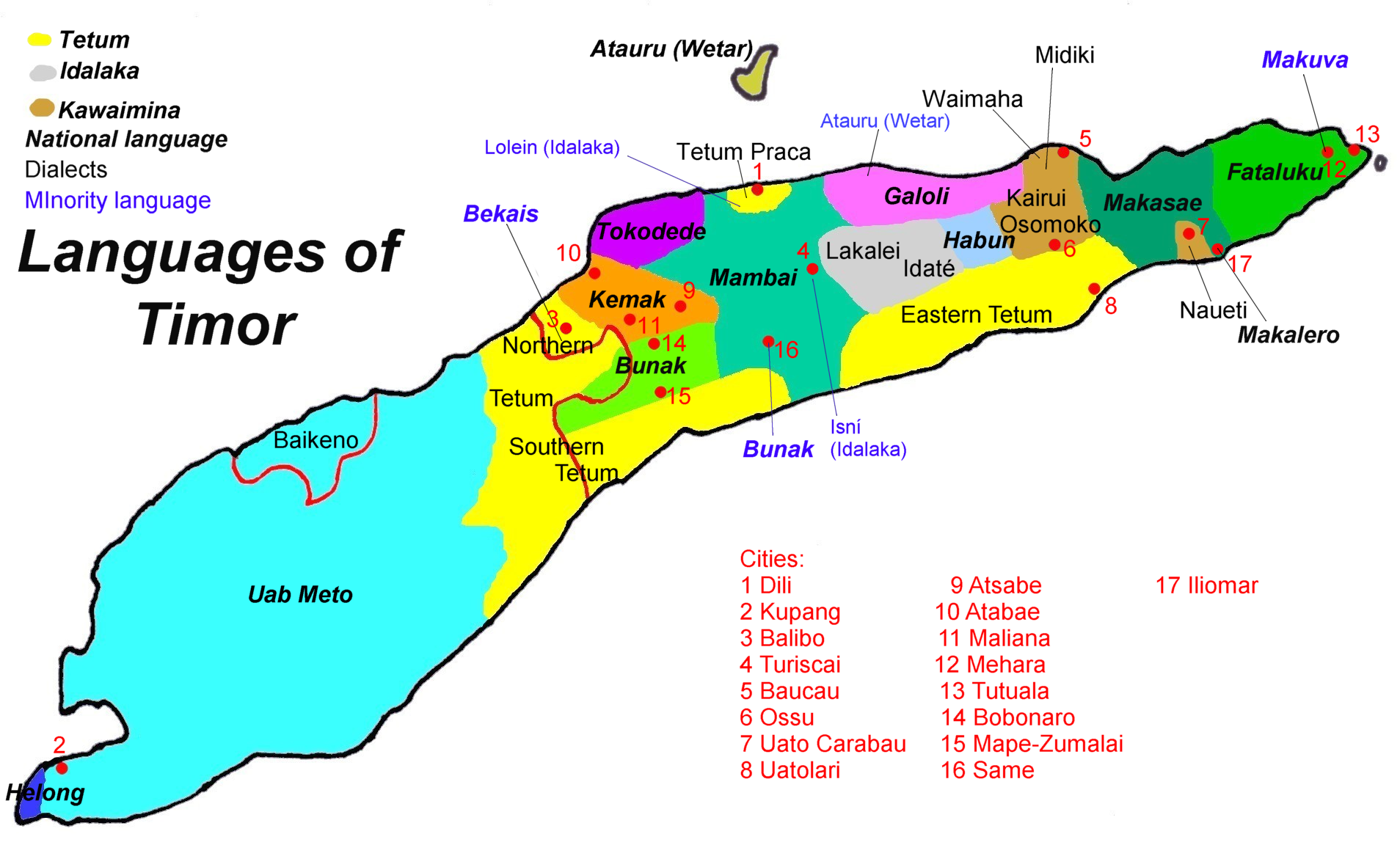
Mapa lingüístic de Timor

Els antropòlegs identifiquen onze grups ètnolingüístics diferents a Timor. Els més grans són els Atoni de Timor occidental i els Tetum de Timor central i oriental. La majoria de les llengües timorenses indígenes pertanyen a la branca Timor-Babar de les Llengües austronèsiques parlades a tot l'arxipèlag indonèsia. Encara que no hi ha proves lèxiques, es creu que les llengües no austronesies de Timor estan relacionades amb les llengües parlades a Halmahera i a Papua Occidental. Alguns estan tan barrejats que és difícil saber de quina família venen.
Les llengües oficials de Timor Oriental són el tetum i el portuguès, mentre que a Timor Occidental és l'indonesi. L'indonesi, un dialecte estandarditzat del malai, també es parla i s'entén àmpliament a Timor Oriental.
El cristianisme és la religió dominant a l'illa de Timor, al voltant del 90% de la població. Tanmateix, està distribuït de manera desigual, ja que Timor Occidental és un 58% protestant i un 37% catòlic, i Timor Oriental és un 98% catòlic i un 1% protestant. L'islam i l'animisme representen la major part de la resta, al voltant del 5% cadascun a tota l'illa.

## Fus horari
UTC+8:
- Illes Petites de la Sonda Orientals (Timor Occidental)

UTC+9:
- Timor Oriental (la majoria de l'estat)